# Buenos Ares
Buenos Ares – polski zespół muzyczny powstały w pierwszej połowie 1996 wykonujący wówczas muzykę disco polo, a po reaktywacji w 2007 roku prezentujący muzykę dance.

## Historia
Formacja powstała z inicjatywy Wojciecha Domania, który był pierwszym liderem zespołu. Obok niego wokalistką była Anna Florkiewicz, pochodząca z Torunia absolwentka Studium Piosenkarskiego w Poznaniu, śpiewająca większość piosenek zespołu w latach 90. XX wieku. Zespół debiutował w 1996 roku piosenką pt. „Pomarańczowe drzewa”, która stała się jednym z przebojów muzyki disco polo. Jesienią 1996 roku ukazał się singiel pt. „Buenos Ares”, a zimą 1997 roku ukazał się debiutancki album pod tym samym tytułem, z którego także pochodzą utwory „Opamiętaj się” oraz „Pokochaj mnie”. Latem 1997 roku ukazał się singiel do piosenki pt. „Niebo”, który stylistycznie nawiązywał do utworu pt. „Uh La La La” wokalistki Alexii Aquilani. Na początku 1998 roku został opublikowany singiel z piosenką pt. „Preludium”, a w tym samym czasie zespół wziął udział w koncercie Duety w Sali Kongresowej w Warszawie, na którym wraz z zespołem muzycznym Viper wykonał piosenkę pt. „Gdyby nie Ty”. Wiosną 1998 roku ukazał się drugi album pt. „The New Power Of Buenos Ares”, z którego pochodzą takie utwory jak m.in. „Czekoladowy sen”, „Z każdym dniem” i „Jak ona”. Skład grupy powiększył się wtedy o dwoje tancerzy, którzy od tej pory towarzyszyli zespołowi na każdym koncercie. Wiosną 2000 roku ukazał się singiel pt. „Baby, Baby”, zaś kilka miesięcy później latem 2000 roku wydana została trzecia płyta pt. Party z Buenos Ares, na której znalazły się takie utwory jak m.in. „Anioł czy diabeł” i „Wszystko widziałam”. Z powodu wyjazdu Wojciecha Domania za granicę zespół rozpadł się w 2002 roku, a następnie został reaktywowany przez Justynę Mosiej w połowie 2007, w grudniu 2007 wydała płytę. Formacja po reaktywacji prezentowała muzykę dance utrzymaną w klimacie disco polo, wydała też album Reaktywacja z piosenkami utrzymanymi w tym stylu. Zespół zakończył działalność pod koniec 2014 roku, a jego wokalistka i liderka Justyna Mosiej kontynuuje działalność muzyczną jako Buenos.

## Dyskografia
| Buenos Ares                  | zima 1997   |  |  |  |  |  |  |  |  |  |  |  |  |  |  |  |  |  |  |
| The New Power of Buenos Ares | wiosna 1998 |  |  |  |  |  |  |  |  |  |  |  |  |  |  |  |  |  |  |
| Party z Buenos Ares          | lato 2000   |  |  |  |  |  |  |  |  |  |  |  |  |  |  |  |  |  |  |
| Reaktywacja                  | 2008        |  |  |  |  |  |  |  |  |  |  |  |  |  |  |  |  |  |  |
|                              |             |  |  |  |  |  |  |  |  |  |  |  |  |  |  |  |  |  |  |